# Richard Schenkel
Richard Schenkel (* 26. Oktober 1887 in Dreiskau-Muckern; † 27. September 1965 in Markkleeberg) war ein deutscher Radrennfahrer.

## Sportliche Laufbahn
Schenkel war im Straßenradsport aktiv. 1906 begann er mit dem Radsport. Als Amateur gewann er Leipzig–Dresden–Leipzig 1910 und wurde hinter Karl Erdmann Zweiter bei Rund um Berlin. Von 1910 bis 1923 war er, unterbrochen vom Ersten Weltkrieg, Berufsfahrer.
Sein bedeutendster sportlicher Erfolg war der Sieg im Eintagesrennen Rund um Berlin 1922 bei den Berufsfahrern vor Adolf Huschke und Richard Huschke. 1910 hatte er Rund durch Sachsen gewonnen. 1911 war er in den Rennen Rund um den Gau 17 in Hannover (vor Hans Hartmann) und Rund um Mitteldeutschland erfolgreich. 1912 gewann er die Norddeutsche Fernfahrt vor Erich Aberger mit zwei Etappensiegen. Bei Rund um Frankfurt wurde er Zweiter hinter Hans Ludwig und Dritter im Großen Sachsenpreis. In der Fernfahrt München–Zürich kam er auf den 4. Platz. In der Lombardei-Rundfahrt 1913 wurde er Neunter. Rund durch Westdeutschland sowie Leipzig–Dresden–Leipzig gewann Schenkel in jener Saison. 1914 gewann er Rund um die Lausitz, dann unterbrach der Erste Weltkrieg seine sportliche Karriere als Radprofi. 1919 war er wieder aktiv und belegte bei Berlin–Cottbus–Berlin den 3. Platz. 1921 kam er bei Rund um Leipzig auf den 3. Rang. 1922 holte er den Sieg bei Rund um Frankfurt. Die Deutschland-Rundfahrt beendete er als 18. Im Bahnradsport fuhr er 1919 Steherrennen, allerdings ohne Siege zu erzielen.